# Karlsviksgatan

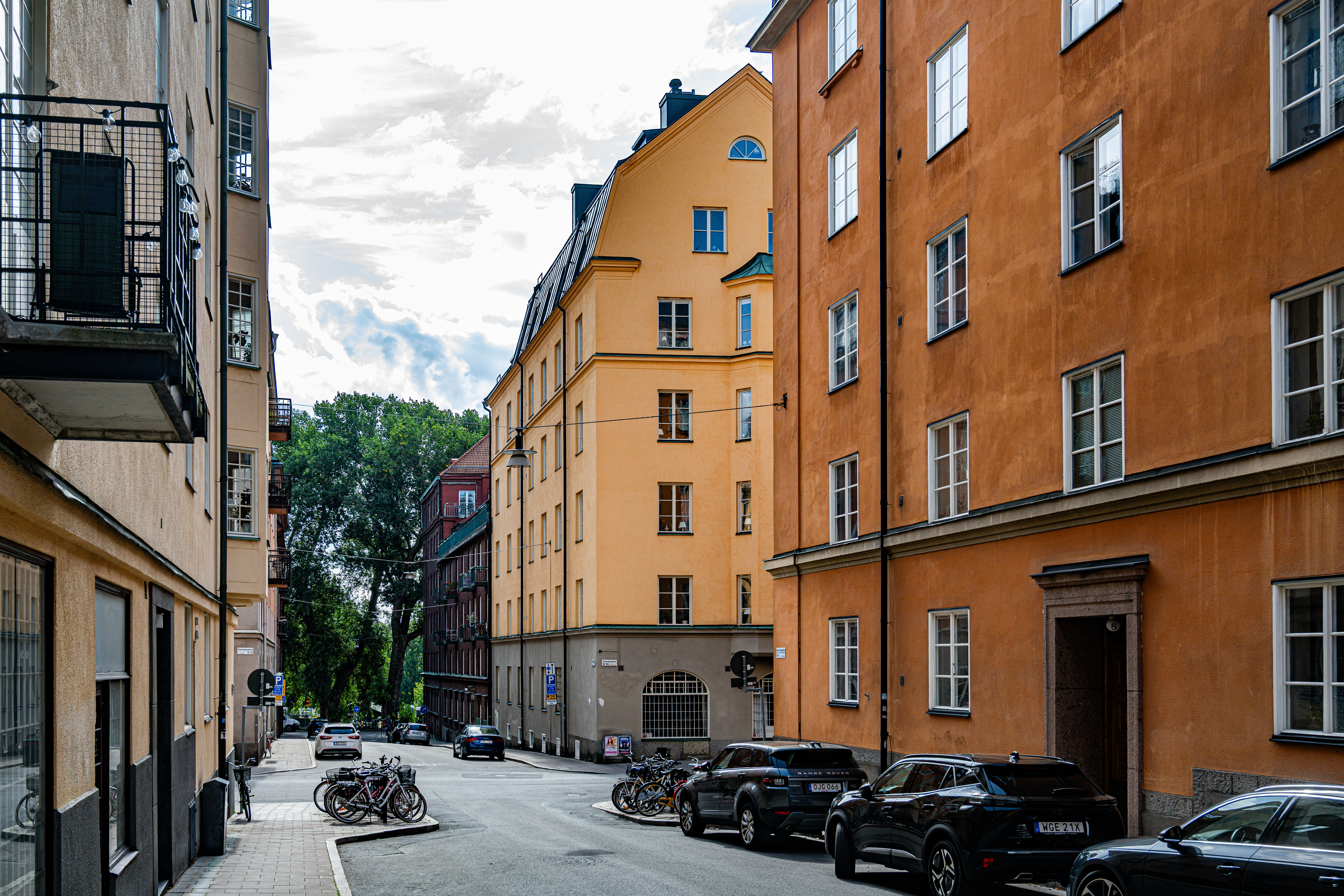
Karlsviksgatan mot söder. 27 augusti 2024.

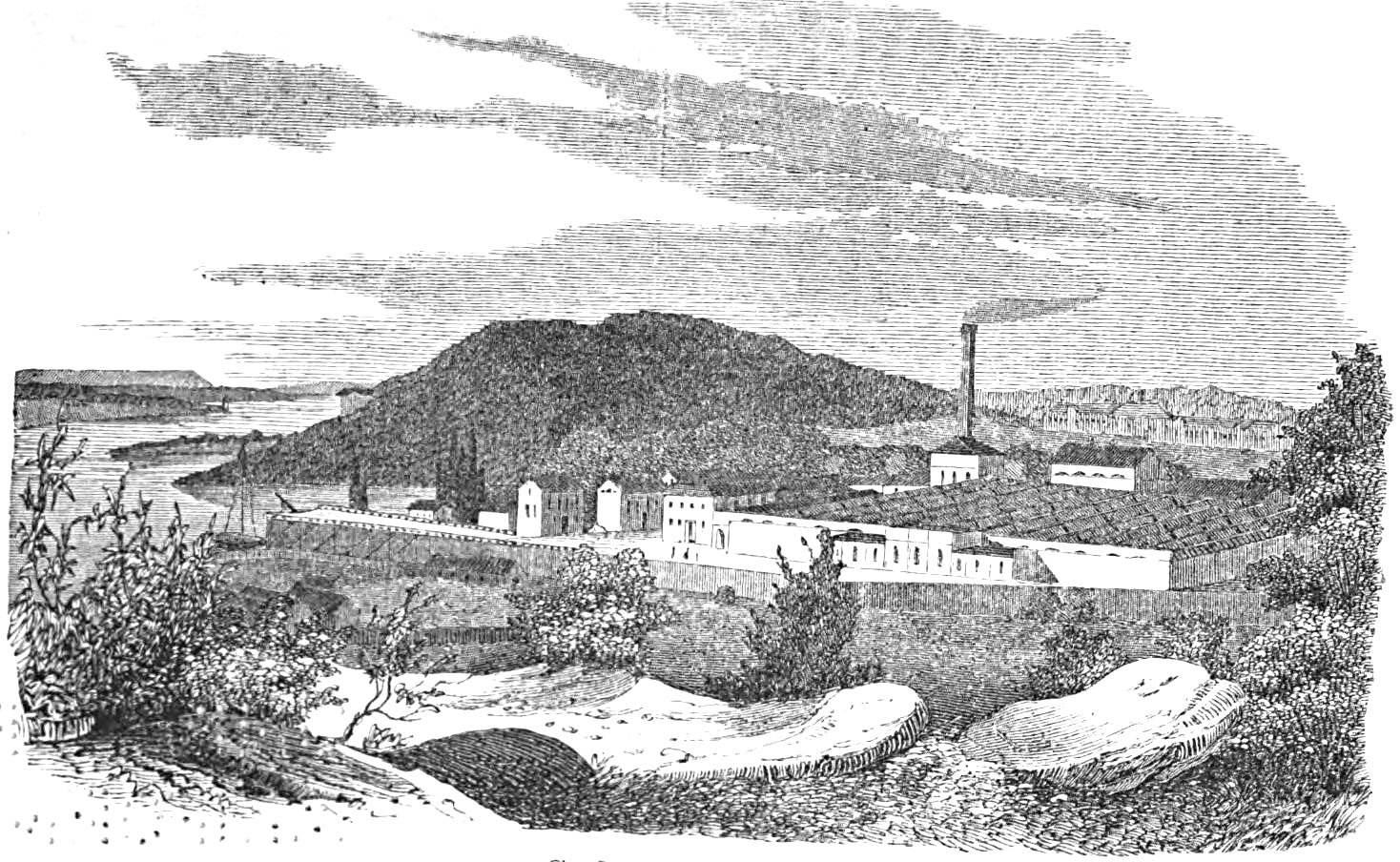
Carlsviks fabrik (väveriet). Ur: Gustaf Thomée, Stockholmska promenader, 1863.

Karlsviksgatan är en gata i stadsdelen Kungsholmen i Stockholms innerstad. Den är 262 meter lång och sträcker sig i sluttningen ner mot Rålambshovsparken från Hantverkargatan söderut till Norr Mälarstrand och passerar däremellan Pontonjärgatan. Karlsviksgatan har sitt namn efter de fabriker med namnet Karlsvik som låg i området.

## Historik
Karlsviksgatan var från början en privatgata genom fabriksområdet. Namnet var i bruk redan innan det officiellt fastställdes 1926.
Den första fabriken med namnet Karlsvik var ett stort väveri och spinneri, anlagt 1857 på två tomter i dåvarande kvarteret Göken (Göken 8 och 9 med adresserna Hantverkargatan 37 och 39). De omfattade ungefär området mellan Sankt Eriksgatan och Fridhemsgatan från Hantverkargatan ner till Riddarfjärden. På Göken 9 hade på 1700-talet funnits ett salpetersjuderi, vars verksamhet skildras i romanen Vävarnas barn (1981) av Per Anders Fogelström. 
Textilfabrikens grundare var grosshandlaren och preussiske konsuln Carl Heinemann (1807–1877), född i Tyskland av judisk börd. Sannolikt är det hans förnamn som inspirerat till namnet Karlsvik, förr ofta stavat Carlsvik. Fabriken, på sin tid hypermodern, stor som en fotbollsplan och byggd i gjutjärn och glas, blev ingen ekonomisk framgång. På platsen etablerade sig istället Karlsviks gjuteri, som framställde mitisjärn, och Palmcrantz vapenfabrik.
När fabrikerna tystnat delades området kring Karlsviksgatan upp i mindre kvarter och många tomter. De tidigare verksamheterna inspirerade till kvartersnamn som Slaggen, Karlsvik, Gjuteriet, Vapensmeden och Gjutformen. Tomterna bebyggdes med bostadshus i 4–6 våningar, framför allt under 1910- och 1920-talen.
En tidsbild från denna nybyggartid ges i Dagens Nyheter den 3 december 1912. Under rubriken ”En bild från Karlsviksgatan” ses ett fotografi på den leriga och sönderkörda gatan. Skribenten ”X.X.” var upprörd. ”Mellanrummen mellan husen i Karlsvikskvarteren” kunde inte kallas gator utan var ”för närvarande ett par bitar nedrigt fördärfvad terräng”. Särskilt vid Karlsviksgatan fanns en hel mängd färdigbyggda hus, där folk hade flyttat in och var tvungna att ”dagligen klifva i dessa bottenlösa dygropar”. Om felet var stadens eller husägarnas hade skribenten ingen uppfattning om. ”Men fel är det i alla fall!”

## Karlsviksgatan 27 augusti 2024

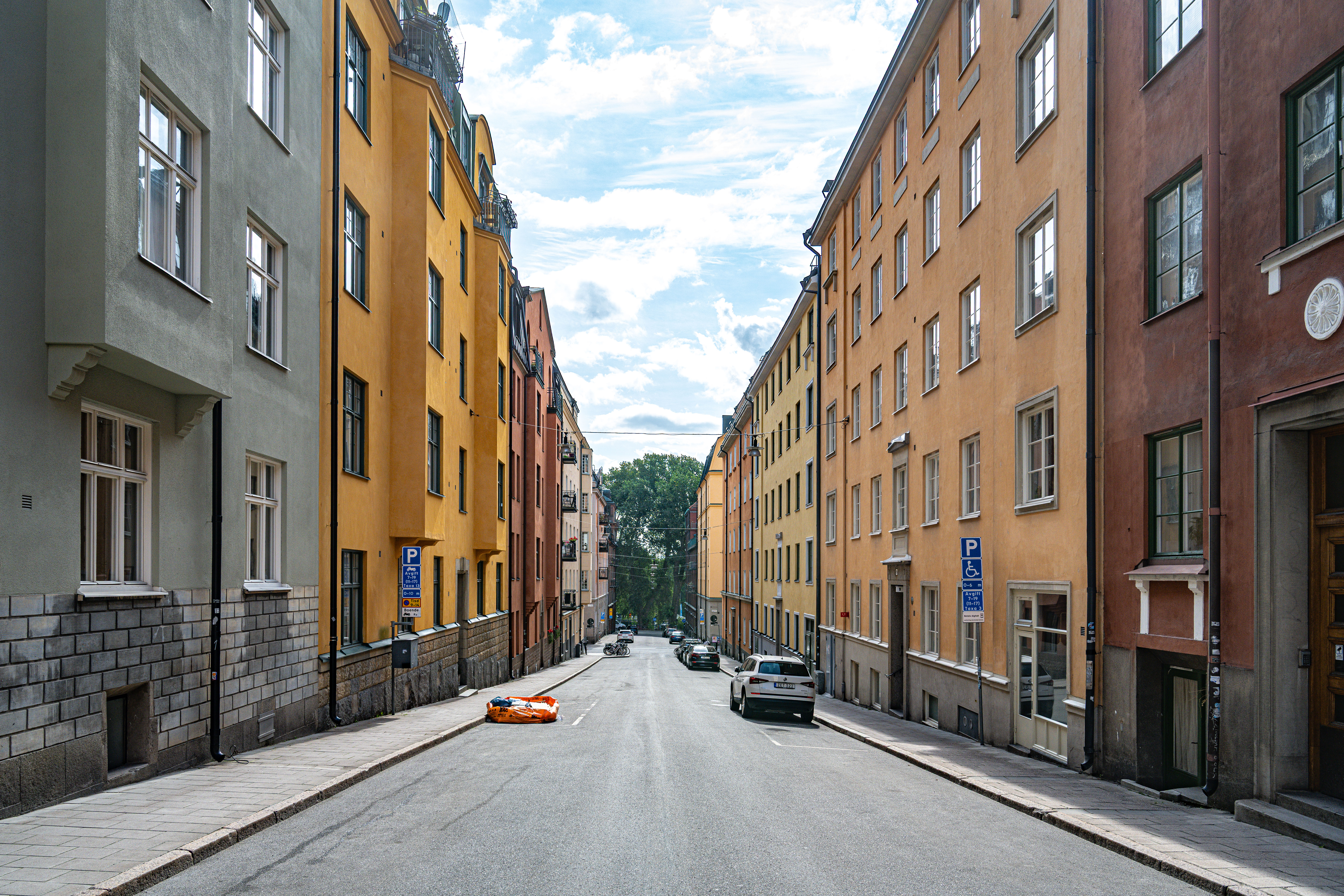
Karlsviksgatan söderut.
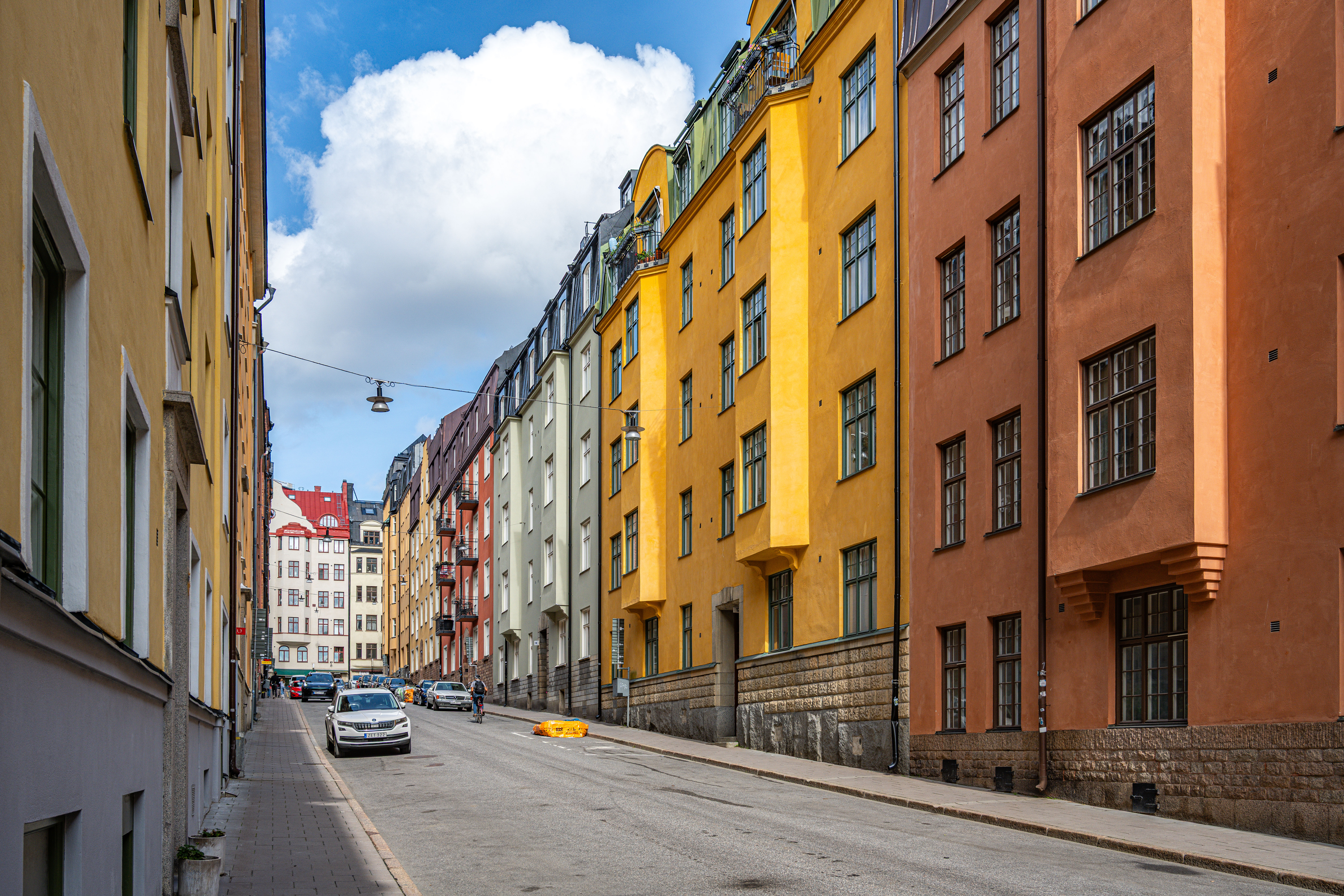
Karlsviksgatan norrut.
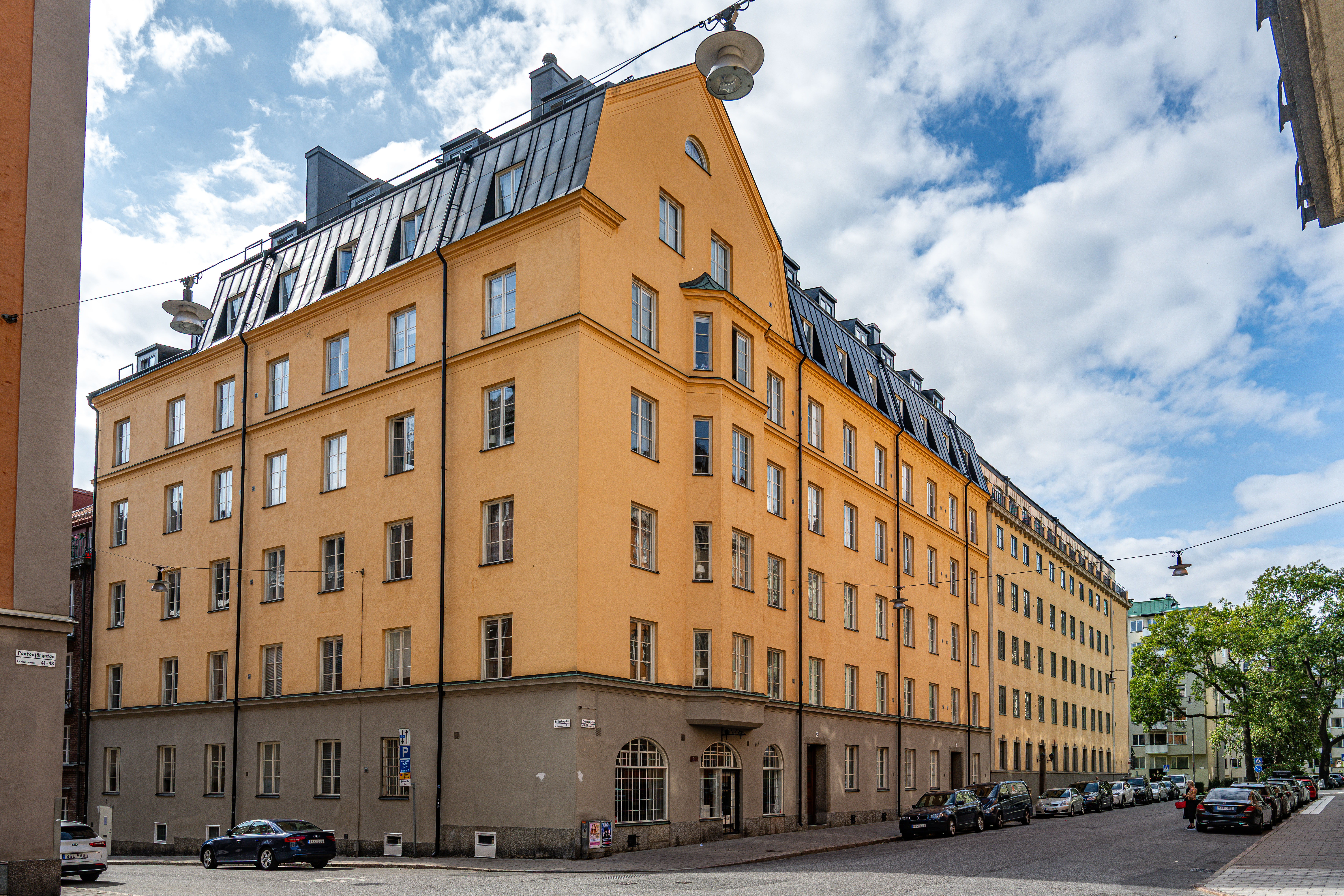
Karlsviksgatan-Pontonjärgatan.
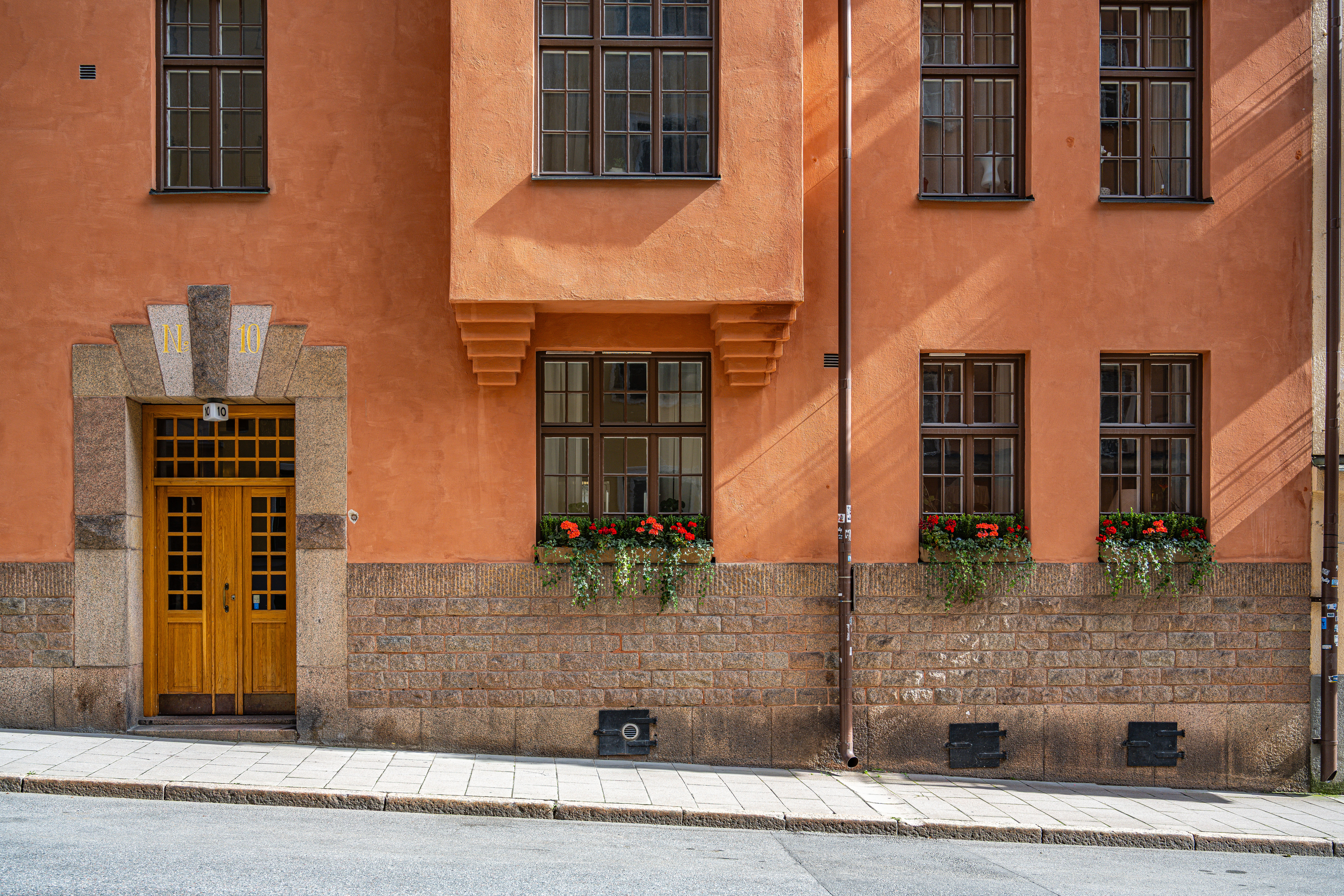
Porten till Karlsviksgatan 10.